# و.ج. سيبالد
و.ج. سيبالد أو وينفرد جورج ماكسيمليان سيبالد (بالإنجليزية: W. G. (Winfred Georg Maximilian) Sebald)‏ كاتب وأكاديمي من أصل ألماني.
ولد في (18 مايو 1944 في Wertach im Allgäu -
وتوفي في 14 ديسمبر 2001 نورفولك ، المملكة المتحدة)
يعتبره النقاد أحد أكبر الأدباء المعاصرين، كما كان أحد المرشحين المستقبليين لنيل جائزة نوبل في الأدب. كان يفضل أن يطلق عليه عائلته وأصدقائه اسم «ماكس» وهو أحد أسمائه الوسطى. بعد الحرب العالمية الثانية ذهب إلى إنجلترا حيث بقي كل حياته.

## وفاته
توفي عن 57 عامًا، بعد نوبة قلبية، إثر حادث سيارة.

## أعماله:
- المغتربون (ترجم للعربية)
- حلقات زحل (ترجم للعربية)

## روابط خارجية
- و.ج. سيبالد على موقع الموسوعة البريطانية (الإنجليزية)
- و.ج. سيبالد على موقع مونزينجر (الألمانية)
- و.ج. سيبالد على موقع ميوزك برينز (الإنجليزية)
- و.ج. سيبالد على موقع ديسكوغز (الإنجليزية)